# Tutul Xiues

División de las jurisdicciones o cacicazgos mayas en el según Ralph L. Roys.

Los tutul xiues (“los que rebosan virtud”) fueron un grupo maya que constituyeron el último cacicazgo en llegar a la península de Yucatán antes de la llegada de los españoles y que ocuparon una porción central de la península que incluía los enclaves de Uxmal, Maní y Mayapán. 
Se cree que fue Ah Suytok Tutul Xiu (también se le conoce por su apodo o coco kaba “Hun Uitzil Chaac” o “la única montaña de Chac”), quién fundó la ciudad de Uxmal en el siglo VII. 
En el año 869, procedente de Nonohual, llegó Ah Mekat Tutul Xiu, quién fue el jefe de los tutul xiúes, poco a poco obligó a los itzáes a replegarse a la selva y abandonar Chakán Putum en el año 948 d. C. y otras ciudades, los tutul xiúes se establecieron principalmente en Uxmal. En la actualidad aún se discute el lugar preciso de Nonohual, existen tres teorías la primera es el Petén guatemalteco, la segunda de Potonchán, Tabasco y la tercera de Tula.
Participaron en la Liga de Mayapán junto con los itzáes y los cocomes. Después de la desintegración de la liga, tuvieron grandes rivalidades con los cocomes.
En 1441-1461 hicieron la guerra a la ciudad de Mayapán liderados por Ah Xupan Xiu, liquidando a la familia real de los cocomes, las grandes ciudades fueron abandonadas.
Formaron la jurisdicción de Tutul Xiu, y su capital fue Maní, durante la segunda campaña de la conquista de Yucatán quedaron sin alimento, pues descuidaron la agricultura durante las guerras.
En 1535 pidieron permiso a los cocomes para realizar un sacrificio en el cenote sagrado de Chichén Itzá, pero fueron engañados y emboscados.
En la tercera campaña de la conquista de Yucatán formaron alianza con los españoles para someter a los cocomes, cuya rivalidad fue irreconciliable.